# Umbonata spinosissima
Genre
Espèce
Synonymes
- Mangora spinosissima Tullgren, 1910

Umbonata spinosissima, unique représentant du genre Umbonata, est une espèce d'araignées aranéomorphes de la famille des Araneidae.

## Distribution
Cette espèce est endémique de Tanzanie.

## Publications originales
- Tullgren, 1910 : Araneae. Wissenschaftliche Ergebnisse der Schwedischen Zoologischen Expedition nach dem Kilimandjaro, dem Meru und dem Umbegenden Massaisteppen Deutsch-Ostafrikas 1905-1906 unter Leitung von Prof. Dr Yngve Sjöstedt. Stockholm, vol. 20, n. 6, p. 85-172.
- Grasshoff, 1971 : Die Tribus Mangorini, IV. Die Mangora-Gruppe (Arachnida: Araneae: Araneidae-Araneinae). Senckenbergiana biologica, vol. 52, p. 293-311.